# Pons Augustin Alletz
Pons Augustin Alletz, né à Montpellier en 1703 et mort à Paris le 7 mars 1785, est un compilateur de littérature français.

## Biographie
Après avoir été quelque temps dans la congrégation de l'Oratoire, Pons Augustin Alletz exerce la profession d'avocat à Montpellier, qu'il abandonne bientôt pour s'adonner entièrement à la littérature, à Paris.
L'Agronome, ou Dictionnaire portatif du cultivateur, qui parut pour la première fois en 1760, en deux volumes, a été souvent réimprimé, et cela jusqu'au XIXe siècle. C'est l'un des meilleurs manuels de l'époque sur la vie à la campagne. Outre des conseils sur le jardinage, l'élevage, la médecine vétérinaire, la chasse, il contient un grand nombre de recettes de cuisine pratique propres à satisfaire un gentilhomme campagnard gastronome. La partie consacrée à la vigne et au vin est importante :
choix des vins, anecdotes curieuses, auteurs qui ont traité du vin, types de vins (rouge, clairet, gris, blanc ; Bourgogne, Champagne, muscat de Saint-Laurent-en-Provence, vins d'Espagne, vins liquoreux, malvoisie), recettes pour guérir des vins, recettes de vins aromatiques (absinthe, aneth, anis, fenouil, hysope, sauge, roses, sureau), recettes de vinaigres.
Il est le grand-père de l'écrivain Édouard Alletz (1798-1850).

## Publications
- Dictionnaire théologique (1756)
- Précis de l'Histoire sacrée, par demandes et par réponses (1747, 1781, 1805, in-12).
- Ornements de la mémoire, ou les traits brillants des poètes français les plus célèbres (1749, 1752, 1808, in-12).
- Histoire des singes et autres animaux curieux dont l'instinct & l'industrie excitent l'admiration des hommes, comme les Elephans, les Castors, &C. (1752). Texte libre de droits. Corrections, édition, conversion informatique et publication par le groupe : Ebooks libres et gratuits, http://fr.groups.yahoo.com/group/ebooksgratuits, Adresse du site web du groupe : http://www.ebooksgratuits.com/ Septembre 2008
- Modèles d'éloquence, ou les Traits brillants des orateurs français les plus célèbres (1753, 1789, in-12).
- Victoires mémorables des français (1754, 2 vol. in-12).
- [1758] Dictionnaire portatif des conciles, Paris, 1758, 762 p., sur books.google.fr (lire en ligne).
- L’Agronome ou le Dictionnaire portatif du Cultivateur, contenant toutes les connaissances nécessaires pour gouverner les biens de campagne et les faire valoir utilement, pour soutenir ses droits, conserver sa santé et rendre gracieuse la vie champêtre…, Paris, chez la Ve Didot, et Nyon, chez la Ve Damonneville, 1760, 2 vol. in-8° ; Paris, Didot l’aîné, 1762, 1763, 1764, 2 vol. in-12 ; 2e éd., Paris, Durand, 1764, env. 1300 p. ; 2e éd., Paris, chez Nyon, et chez Musier, 1764, 2 vol. in-8° ou in-12 ; 1765 (revue, corrigée et augmentée) ; Paris, Savoye, 1770, 2 vol. in-8°, XXIV-528 et 537 p. ; Paris, Didot, 1766, in-8° ; Paris, Didot, 1769 in-12 ; Rouen, chez Pierre Macheul, 1780 ; Rouen, chez la Ve Dumesnil, 1787 ; Paris, Libraires associés, 1799 (an VII), 2 vol. in-8°, env. 900 p. ; Lyon, chez Robert et Gauthier, 1803 (an XI)[2].
  - Tome 1, chez la veuve Didot, Nyon, la veuve Damonneville, Savoye, Durand (Paris), 1760, Texte disponible en ligne sur LillOnum
  - Tome 2,  chez la veuve Didot, Nyon, la veuve Damonneville, Savoye, Durand (Paris), 1760, Texte disponible en ligne sur LillOnum
- Dictionnaire philosophique (1762); attribué à Pons-augustin Alletz d'après la France littéraire de 1769, mais aussi attribué au père Dominique de Béthune selon une mention manuscrite portée sur l'exemplaire de la B.N.F..
- Abrégé de l'histoire grecque (1763, 1774, in-12 ; traduit en anglais en 1769, en polonais en 1775, en allemand en 1776).
- L'Agronome, ou la Maison Rustique, mise en forme de Dictionnaire portatif à l'usage du cultivateur. Contenant l'Ancienne et Nouvelle Agriculture, et toutes les connoissances nécessaires pour augmenter son bien et conserver sa santé. Paris, Compagnie des Libraires, 1770 ; 4 vol. À la fin du dernier tome se trouve un traité séparé sur la culture du peuplier d'Italie. de nombreuses gravures repliées parmi le texte, la première est un frontispice représentant une maison de maître et la dernière une scène de vendange. La Lettre "I" n'a pas de textes comme insectes etc. Après la lettre "V" aucun sujet.
- L’Esprit des journalistes de Trévoux ; ou, Morceaux précieux de littérature, répandus dans les Mémoires pour l'histoire des sciences & des Beaux Arts, depuis leur origine en 1701 jusqu'en 1762. Contenant ce qu'il y a de plus neuf & de plus curieux, soit pour les ouvrages dont ces littérateurs ont rendu compte, Paris, de Hansy, 1771, 4 vol. in-12.
- Tableau de l'histoire de France depuis le commencement de la Monarchie jusqu'à la fin du Règne de Louis XIV, inclusivement, Paris, Lottin Le Jeune, 1769, 2 vol. in-12. (réédition, autre édition Paris, Brocas et Lottin, 1770).
- Cérémonial du sacre des rois de France, Paris, 1775, qui mentionne notamment les sacres des reines de France à la Basilique Saint-Denis.